# 费尔弗里德 (霍亨索伦)
霍亨索伦亲王费尔弗里德·马克西米利安·皮乌斯·迈因拉德·马里亚·胡贝特·米夏埃尔·尤斯蒂努斯（德語：Ferfried Maximilian Pius Meinrad Maria Hubert Michael Justinus Prinz von Hohenzollern，1943年4月14日—2022年9月27日），出生於德國弗赖堡，來自霍亨索倫-錫格馬林根侯國貴族也是賽車手。父親是霍亨索伦亲王弗里德里希，母親玛格丽特·卡罗拉是萨克森国王弗里德里希·奥古斯特三世的次女。前任霍亨索伦亲王弗里德里希·威廉的幼弟。他的教父是教皇庇护十二世。

## 生平
1968年9月21日费尔弗里德亲王与安吉拉·冯·摩根结婚，婚后有二女：
- 瓦莱丽-亚历山德拉·亨利埃塔·玛格丽特（Valerie-Alexandra Henriette Margarethe，1969年4月10日-）
- 斯蒂芬妮·米夏埃拉·西格丽德·比吉塔（Stefanie Michaela Sigrid Birgitta，1971年5月8日-）

二人于1973年离婚。
1977年4月7日费尔弗里德亲王与埃利亚娜·埃特结婚，婚后有一子一女：
- 亨利埃塔·安娜贝勒·加布里埃拉·阿德里安娜（Henriette Annabelle Gabriele Adrienne，1978年3月26日-）
- 莫里茨·约翰内斯·阿克塞尔·彼得·迈因拉德（Moritz Johannes Axel Peter Meinrad，1980年5月5日-）

二人于1987年离婚。
1999年亲王与马娅·辛克·迈纳特结婚，他们在2007年3月初离婚。
2007年，费尔弗里德亲王因为浪漫过头而宣布破产。被庞大的债务驱赶到法国避难。